# Nemozoma elongatum
Nemozoma elongatum ist ein Käfer aus der Familie der Jagdkäfer (Trogossitidae). Die Gattung Nemozoma ist in Europa mit vier Arten vertreten. Nemozoma elongatum ist in Europa weit verbreitet. Die Art gehört zu den gefährdeten Arten Europas.

## Bemerkungen zum Namen
Der Käfer wurde bereits 1761 von Linnaeus unter dem Namen Dermestes elongatus beschrieben.
Die stäbchenförmige Gestalt erklärt den Artnamen elongatum von lat. „elongatus, a, um“ für „verlängert“. Linné begann seine Artbeschreibung mit den Worten: Der Körper ist länger als der der übrigen Gattungsmitglieder (Corpus reliquis congeneribus longius).
Die Gattung Nemozoma wurde 1804 von Latreille aufgestellt und Nemozoma elongata als konstituierende Art für die Gattung genannt. Latreille selbst änderte die Schreibweise 1809 unter Korrekturen zu Nemosoma. Nemozoma hat keine Bedeutung, Nemosoma jedoch ist von altgriechisch νέμα néma, deutsch ‚Faden‘ und σόμα sóma, deutsch ‚Körper‘ abgeleitet und spielt auf den fadenförmigen Körperbau an. Die Gattung wurde auch lange Zeit unter dem Namen Nemosoma geführt, inzwischen setzt sich jedoch wieder die Schreibweise Nemozoma durch.
Bei Panzer wird der Käfer unter dem Namen Colydium fasciatum abgebildet und mit dem deutschen Namen Bandierter Drahtkäfer beschrieben. Bei Herbst wird der Käfer unter dem Namen Colydium elongatum beschrieben und abgebildet.
| | |
| Abb. 1: Aufsicht | |
| | |
| Abb. 2: Unterseite | |
| | |
| Abb. 3: Vorderansicht, linker Fühler unvollständig                                                                            | Abb. 4: Frontalansicht Fühler entfernt, rechter Oberkiefer (im Bild links) bis zum seitlichen Anschlag an den Stirn- lappen geöffnet, dadurch Lippentaster und teilweise Kiefer- taster sichtbar; linker Oberkiefer (im Bild rechts) ge- schlossen, Stirnlappen liegt darüber |
| | Abb. 4: Frontalansicht Fühler entfernt, rechter Oberkiefer (im Bild links) bis zum seitlichen Anschlag an den Stirn- lappen geöffnet, dadurch Lippentaster und teilweise Kiefer- taster sichtbar; linker Oberkiefer (im Bild rechts) ge- schlossen, Stirnlappen liegt darüber |
| Abb. 5: bei Curtis (1830) 1: Oberlippe 2: Oberkiefer 3: Unterkiefer, Kiefertaster 4: Unterlippe, Lippentaster 5: Bein         | Abb. 4: Frontalansicht Fühler entfernt, rechter Oberkiefer (im Bild links) bis zum seitlichen Anschlag an den Stirn- lappen geöffnet, dadurch Lippentaster und teilweise Kiefer- taster sichtbar; linker Oberkiefer (im Bild rechts) ge- schlossen, Stirnlappen liegt darüber |
| | |
| Abb. 6: Tarsus des mittleren rechten Beins von unten, grün koloriert: 1. Tarsenglied; rot koloriert: Onychium am Krallenglied | |

## Merkmale des Käfers
Nemozoma elongatum wird vier bis sechs Millimeter lang und ist durch seine sehr gestreckte, zylindrische Gestalt kaum zu verwechseln. Der Käfer ist schwarz, glänzend und unbehaart. Die Flügeldecken sind zweifarbig, gelbbraun bis rotbraun und braunschwarz. Beine und Fühler sind gelbbraun. Auf Kopf, Halsschild und Flügeldecken besteht die Punktierung aus kleinen, länglichen in unregelmäßigen Reihen geordneten Punkten, auf der Unterseite sind die Punkte etwas größer, zerstreuter und rund.
Der Kopf ist flach und lang, die Mundwerkzeuge zeigen nach vorn. Der Kopf ist kaum breiter als der Halsschild und etwa gleich lang wie dieser. Die rotbraunen Fühler sind vor den Augen eingelenkt. Von der Einlenkungsstelle aus verläuft eine tiefe und deutliche Fühlerfurche unter die Augen. Die Fühler sind kürzer als der Kopf, zehngliedrig (in Abb. 2 gut erkennbar) und enden in einer scharf abgesetzten, lockeren, dreigliedrigen Keule, deren Glieder nach innen erweitert sind. Die rundlichen Augen stehen seitlich etwa in der Mitte des Kopfes und sind ziemlich flach. Auf der Höhe der Augen beginnt ein sich nach vorn vertiefender Spalt, der in zwei Stirnlappen ausläuft, die zugespitzt wie kleine Hörner enden. Der Kopf ist dicht, fast in Reihen punktiert, wobei die Punkte etwa doppelt so lang wie breit sind. Auf der Unterseite des Kopfes sitzen in Höhe der Augen auf beiden Seiten je ein Paar langer Sinnesborsten (in Abb. 2 nur sehr schlecht sichtbar). Die Oberkiefer (Abb. 5 Fig. 2) sind kräftig mit einwärts gerichteter Spitze, oben gewölbt, unten zur Aufnahme der Unterkiefer ausgehöhlt. Auf der unbewimperten Innenseite liegt hinter der Spitze ein kräftiger Zahn, dahinter zwei schwache Zähne (in Abb. 4 erkennbar, in Abb. 5 Figur 2). Eine Mahlfläche am Grund fehlt. Im geschlossenen Zustand liegen die Oberkiefer deutlich tiefer als die Spitze der Stirnlappen, geöffnet schlagen sie seitlich an die Stirnlappen an (Abb. 4). Die Oberlippe (Abb. 5 Fig. 1) ist klein, kurz, stark chitinisiert, der Länge nach eingedrückt, vorn ausgerandet und mit Borsten besetzt. Sie liegt versteckt über der Stelle, wo die geschlossenen Oberkiefer sich berühren (Abb. 3). Oberlippe, Oberkiefer, Unterkiefer mit Kiefertaster und Unterlippe mit Lippentastern wurden bereits 1830 in vereinfachter Form dargestellt.(Abb. 5) Der innere Unterkieferlappen (Innenlade) ist nur schwach entwickelt und sitzt kaum sichtbar an der Basis der Außenlade. Die Außenlade ist gestreckt und am Innenrand dicht mit gekrümmten, zur Spitze hin länger werdenden Haaren besetzt, die Außenseite der Außenlade ist auf der äußeren Hälfte fein und dicht bewimpert. Das Endglied der viergliedrigen Kiefertaster ist länger als die ersten drei Glieder zusammen.(Abb. 5 Fig. 3) Auch das Endglied der dreigliedrigen Lippentaster ist deutlich länger als die beiden Basisglieder (Abb. 5 Fig. 4).
Der Halsschild ist deutlich länger als breit und verschmälert sich zur Basis nur wenig. Die Punktierung ist etwas feiner, nur weniger dicht und unregelmäßiger. Die Basis und die Seiten des Halsschilds sind fein gerandet, zu den Vorderecken hin erlischt der Rand.
Die Flügeldecken sind so breit wie der Kopf und etwa zweieinhalbmal so lang wie breit. Am Ende sind sie einzeln abgerundet. Das zweite Drittel und das Ende sind kaum heller als Kopf und Brustschild. Mehr als das erste Drittel ist gelbbraun, im letzten Drittel befinden sich zwei gelbbraune variable Flecken. Diese können auch zu einem Querband verschmelzen, aber auch sehr unscheinbar ausgebildet sein. Bei der Variante corsicum fehlen sie ganz. Die Schultern sind fast rechtwinklig. Die Punkte sind länglich rundlich und undeutlich gereiht. Zum Flügeldeckenende hin verläuft parallel zur Naht ein vertiefter Punktstreifen, der einen verdickten Rand zur Naht absetzt.
Das Schildchen ist flach dreieckig und dunkel.
Die Vorderhüften sind breit getrennt, die Mittelhüften weniger breit, die Hinterhüften berühren sich fast. Die Beine sind rotbraun. Die Schenkel sind nur wenig kürzer als die Schienen. Die Tarsen sind etwas länger als die Schienen. Sie sind alle fünfgliedrig mit sehr kleinem ersten Glied (in Abb. 6 grün koloriert, bei Curtis in Abb. 5, Figur 5 noch nicht erkannt). Das Klauenglied ist lang, ein Onychium ist in Form eines Borstenpaares ausgebildet (in Abb. 6 rot koloriert, in Abb. 1 an den Vorderbeinen und dem rechten Hinterbein erkennbar).

## Larve

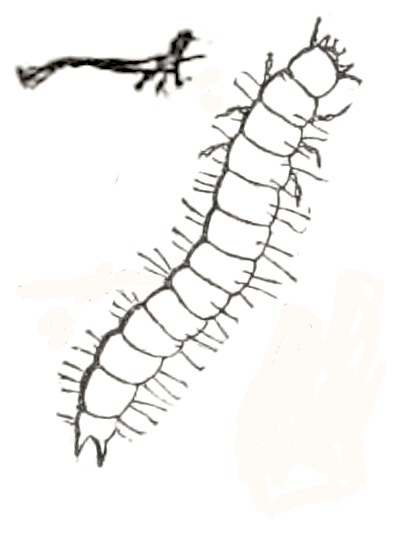
Abb. 7: Larve, rechts Aufsicht, links Seitenansicht, nach Westwood 1839

Die Larven (Abb. 7) sind lang, schmal und leicht abgeplattet. Sie sind mäßig dicht lang und abstehend behaart. Sie sind etwas durchsichtig, leicht rosa. Der Kopf und das 1. Segment sind braun chitinisiert. Auch die Haken am Analsegment und der Raum dazwischen sind braun. Im letzten Stadium werden sie bis zu sieben Millimeter lang.
Der längliche, viereckige Kopf ist klein, breiter als lang und horizontal vorgestreckt. Die flache Stirn zeigt auch bei der Larve mittig eine tiefe Längsfurche. Auf jeder Seite des Kopfes liegen dicht hinter der Einlenkung der Fühler zwei Einzelaugen. Die kurzen Fühler sind dreigliedrig, das erste Glied ist ringförmig, das zweite walzig, das dritte griffelförmig, am Grund mit einem sehr kleinen Nebenglied, an der Spitze mit zwei kurzen Börstchen. Die viereckige Oberlippe ist breiter als lang.
Die gebogenen Mandibeln greifen an der Spitze übereinander. Die Unterkiefer sind mit dem Kinn verwachsen. Sie tragen eine eiförmige, fleischige Lade, an deren Grund einzelne Stachelborsten stehen. Die Kiefertaster sind viergliedrig, die Glieder verdünnen sich stufenförmig. Das erste und dritte Tasterglied sind sehr kurz, das vierte kaum länger als das zweite. Die Lippentaster bestehen aus zwei gleich langen und gleich dicken Gliedern.
Die Vorderbrust trägt auf dem Rücken einen dünnhornigen, nach hinten verschmälerten Schild. Auf der Bauchseite ist die Vorderbrust pergamentartig. Bei Mittel- und Hinterbrust befinden sich auf dem Rücken zwei verhornte Flecken.
Die kurzen Beine bestehen aus sehr kurzen, ringförmigen Hüften, ziemlich kurzen Trochanteren, nur wenig längeren Schenkeln, die Schienen sind etwas länger und dünner, der Tarsus besteht aus einer hakenförmigen Klaue.
Die Hinterleibsringe sind dünnhäutig. Die ersten acht Ringe sind einander ziemlich ähnlich, der neunte ist oben beidseitig mit einem kleinen Haken, hinten je mit einem nach oben gekrümmten, größeren Haken bewaffnet. Das Analsegment steht zapfenförmig nach unten hinten vor und dient als Nachschieber.
Die Larven leben gesellig. Wenn sie gestört werden, können sie sich sehr rasch bewegen. Bei Berührung werfen sie sich hoch und winden sich. Wenn sie ungestört sind, bewegen sie sich langsam und träge. Die Mandibeln sind in Bewegung und werden oft weit geöffnet, während der flache Kopf von Seite zu Seite oder auf und ab bewegt wird. Sie ziehen den Hinterleib nach, indem die Ringe verdickt und verkürzt werden. Mit einem Nachschieber wird die neue Position fixiert. Sie können sich auch gut rückwärts bewegen, indem sie bei ausgestrecktem Hinterleib den Nachschieber am Untergrund fixieren und den restlichen Körper zu diesem zurückziehen.

## Puppe
Die Puppe wird durchschnittlich vier Millimeter lang bei einer Breite von 0,6 Millimetern. Sie ist fleischig und rosafarben, fein punktiert und kurz rot behaart. Die Oberseite ist gewölbt, die rosa Unterseite abgeflacht. Das Ende ist zugespitzt und gegabelt.
Der Kopf ist groß, länglich oval und leicht nach unten geneigt. Die Fühler sind gebogen und knotig, ihr Ende liegt nahe dem Knie des ersten Beinpaars. Das erste Brustsegment ist groß, schildförmig, glatt und glänzend. Das zweite Brustsegment ist sehr klein, kürzer als breit und der Länge nach eingeschnitten. Das dritte Brustsegment ist deutlich größer, rechteckig und gefurcht.
Die Knie der Beine stehen nach außen.
Die Hinterleibssegmente sind rechteckig und nach hinten kaum verjüngt. Die ersten sieben Hinterleibssegmente tragen je zwei kurze Haare. Seitlich sind sie leicht eingeschnitten und bilden dadurch 2 Wülste. Das Analsegment ist abgerundet, häutig, weißlich mit zwei kurzen röhrenförmigen Auswüchsen.
Die Puppe liegt in der ins Holz gegrabenen Puppenkammer auf dem Rücken. Bei der geringsten Störung macht sie starke Abwehrbewegungen. Der Käfer schlüpft nach zwölf bis fünfzehn Tagen, zur Ausfärbung braucht er weitere acht Tage.

## Biologie
Der typische Lebensraum für Nemozoma elongatum sind ursprüngliche Wälder mit viel Totholz. Larven und Käfer findet man meist unter der Rinde in den Gängen von Borkenkäfern und Nagekäfern. In tieferen Lagen werden bevorzugt Laubhölzer befallen, besonders die Buche, auch häufig Zaunpfähle aus Ulme – mit dem Ulmensterben ging auch ein Rückgang der Funde einher. Neben weiteren Laubbäumen wird der Käfer jedoch auch in tieferen Lagen an Nadelbäumen gefunden, beispielsweise der See-Kiefer.
In höheren Lagen leben Käfer und Larven bevorzugt unter der Rinde von Nadelhölzern, besonders der Fichte. Sie ernähren sich hauptsächlich von den Larven von Borkenkäfern, verzehren jedoch auch deren Exkremente und Exuvien sowie adulte Tiere. Die Entwicklung bis zum fertigen Insekt dauert im Labor bei Temperaturen zwischen 15 und 25 °C durchschnittlich etwa 70 Tage. Dabei vertilgt die Larve etwa insgesamt 30 Borkenkäferlarven. Die fertigen Käfer leben drei bis fünf Monate, wobei sie jeden Tag etwa eine Borkenkäferlarve fressen. Die Weibchen legen etwa 64 Eier ab.
Die Käfer generieren pro Jahr eine Generation. Die Larven entwickeln sich im Sommer, die Käfer sind im Frühjahr am häufigsten. Sie sind nachtaktiv, schwärmen aber am Tag. Tagsüber verhalten die Käfer sich träge, nachts sind sie deutlich aktiver. Wenn sie auf Artgenossen stoßen, öffnen sie die großen Oberkiefer weit und versuchen, sich gegenseitig wegzubeißen.
Für die Gemeine Fichte ist nachgewiesen, dass der vom Kupferstecher und vom Gefurchten Fichtenborkenkäfer als Sexuallockstoff produzierte Chalcogran (2-Ethyl-1,6-dioxaspiro[4.4]nonan) auch Männchen und Weibchen von Nemozoma elongatum anlockt und zur Landung bewegt. Einmal gelandet, ertasten sie sich die Eingangslöcher zu den Gängen der Borkenkäfer.

## Verbreitung
Die Art Nemozoma elongatum ist hauptsächlich in Mitteleuropa und im westlichen Südeuropa verbreitet. Im Süden findet man sie bis Nordafrika (Tunesien und östlich davon). Nach Norden dringt der Käfer bis nach Großbritannien, Südnorwegen, Schweden und Finnland vor. Im Osten sind auch Funde aus der Ukraine und dem westlichen Russland bekannt.